# Friedrich Christian August Hasse

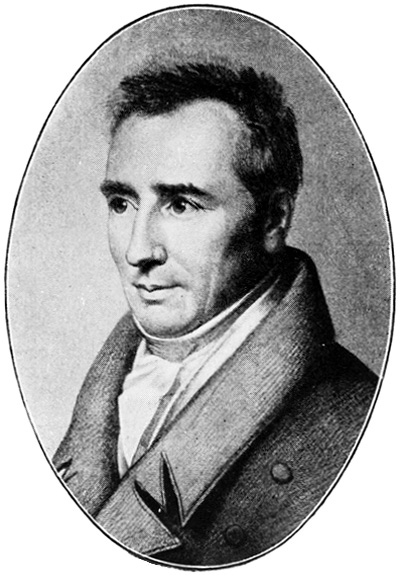
Friedrich Christian August Hasse

Friedrich Christian August Hasse (* 4. Januar 1773 in Rehfeld; † 6. Februar 1848 in Leipzig) war ein deutscher Historiker, Enzyklopädist und Schriftsteller.

## Leben
Friedrich Christian August Hasse war ein Sohn des Pfarrers Christian Heinrich Hasse (1736–1809) und ein Bruder des Apothekers Johann Christoph Hasse und des Bergbeamten Traugott Leberecht Hasse. Nach dem Unterricht bei seinem Vater besuchte er das Lyceum in Lübben bei Karl Benedikt Suttinger. Am 24. Mai 1791 nahm er ein Studium der Rechtswissenschaften an der Universität Wittenberg auf und schloss dieses am 17. Juli 1794 mit seinem Examen pro praxi, als Notar ab. Dann war er zwei Jahre Repetent und wurde Hauslehrer der Söhne des Fürsten von Schönburg-Waldenburg. Im Anschluss wurde er 1798 an der Kadettenanstalt in Dresden außerordentlicher Professor. Nachdem er dort 1803 Professor der Moral und Geschichte geworden war, begab er sich wieder nach Wittenberg und erwarb dort am 30. April 1811 den akademischen Grad eines Magisters an der philosophischen Fakultät. Nachdem er weiter in Dresden gewirkt hatte und im Dresdner Liederkreis aktiv gewesen war, wurde er im Oktober 1828 als Professor für die Historischen Hilfswissenschaften an die Universität Leipzig berufen, welches Amt er bis zu seinem Lebensende ausübte. Sein Nachfolger wurde Heinrich Wuttke. In ihrem Gründungsjahr 1846 wurde er zum ordentlichen Mitglied der Königlich Sächsischen Gesellschaft der Wissenschaften gewählt.
Während seiner Zeit verfasste er mehrere biographische Artikel und beteiligte sich an zahlreichen Artikeln in Enzyklopädien. So sollen hier die von 1816 bis 1820 geschaffene vierbändige „Taschen-Encyklopedie oder Handbibliothek des Wissenwürdigsten in Hinsicht auf Natur und Kunst“, Johann Samuel Erschs und Johann Gottfried Grubers „Allgemeine Encyclopädie der Wissenschaften und Künste“ und das „Conversations-Lexicon“ von Brockhaus genannt sein. Nach dem Tod von Friedrich Arnold Brockhaus übernahm er die Redaktion der 6. und 7. Auflage des Conversations-Lexicons und im Oktober 1830 übertrug man ihm die Redaktion der Leipziger Zeitung, welche er bis 1846 ausübte. Er ist der Vater von Friedrich Rudolph Hasse (1808–1862) und Karl Ewald Hasse (1810–1902).

## Familie
Seine Tochter Christiane Therese († 1907) heiratete 1839 den Verlagsbuchhändler Wilhelm Engelmann (1808–1878).

## Schriften
- Dresden und die umliegende Gegend bis Elsterwerda, Bauzen, Tetschen, Hubertusburg, Freyberg, Töplitz und Rumburg. Eine skizzierte Darstellung für Natur- und Kunstfreunde. Nebst einem Grundriß von der Stadt und einer Reisecarte durch die Gegend derselben. Pirna 1801.
- Johann Viktor Moreau. Sein Leben und seine Todtenfeier Dresden, den 4. Nov. 1814. Arnoldi, Dresden 1816 (Link zum Digitalisat)
- Das Leben Gerhards von Kügelgen. F.A. Brockhaus, Leipzig 1824 (Link zum Digitalisat)
- Kurze Geschichte der Leipziger Buchdruckerkunst im Verlaufe ihres vierten Jahrhunderts. Teubner, Leipzig 1840 (Link zum Digitalisat)